# イトラッキョウ

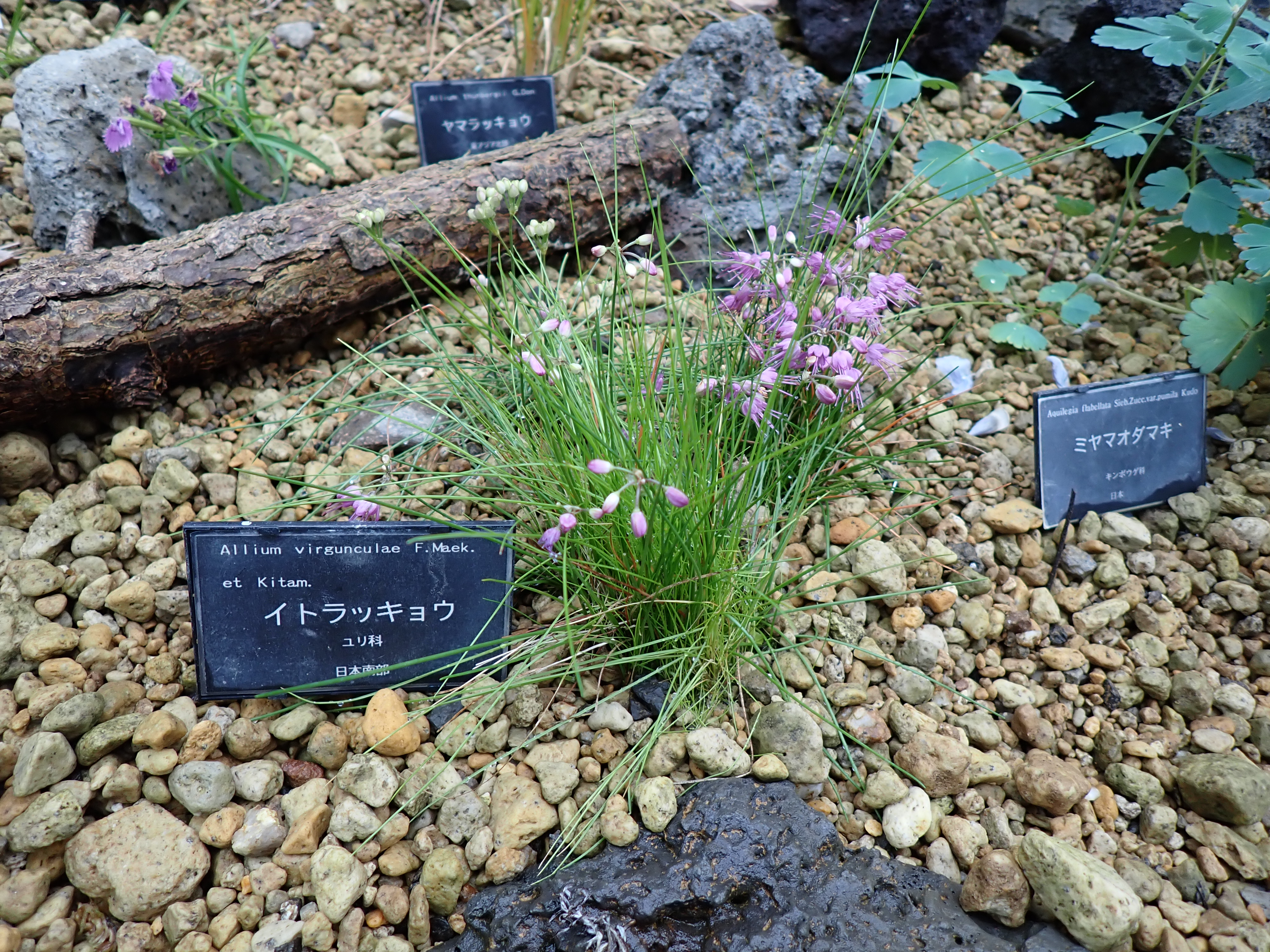
イトラッキョウ（2024年11月 大阪市 咲くやこの花館）

イトラッキョウ（糸薤、学名：Allium virgunculae var. virgunculae）はヒガンバナ科ネギ属の多年草。環境省準絶滅危惧（NT）。

## 特徴
花茎は高さ8–20 cm。葉は中空ではなく中実、長さ10–25 cm、径1 mm内外。開花期は11月で、淡紅紫色まれに白色、外花被片は長さ4–6 mm。

## 分布と生育環境
長崎県平戸島に分布。暖地の岩場に生育。

## 近縁の分類群
キイイトラッキョウA. kiienseはかつて本種の変種に位置づけられていたが、現在は別種扱いとされる。
以下の２つはイトラッキョウの変種として扱われる。
- A. virgunculae var. koshikiense M.Hotta et Hir.Takah. コシキイトラッキョウ[6]（甑島に分布）
- A．virgunculae var. yakushimense M.Hotta ヤクシマイトラッキョウ[7]（屋久島に分布）